# Hércules (automòbil)
L'Hércules fou un prototipus d'autocicle que desenvolupà el pilot de motociclisme i d'automobilisme català Joan Antoni Orús entre 1922 i 1926. Equipat amb un motor de 1.100 cc, Orús el va pilotar a la Pujada als Brucs i al Trofeu Armangué de 1922.
El 1932, Joan Antoni Orús va construir un cotxe més gran, al qual anomenà Orús, però el projecte no va passar de la fase de prototip.